# Autorament

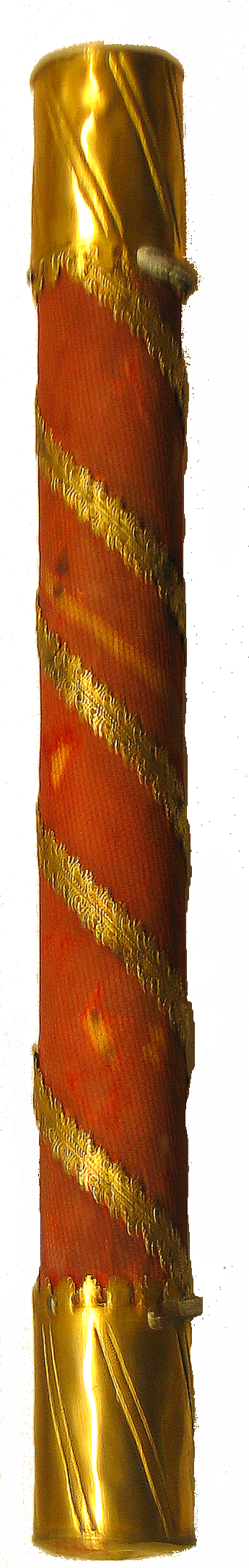
Regiment, oznaka dowódców wojsk cudzoziemskiego autoramentu

Autorament – sposób rekrutacji lub rodzaj zaciągu w wojskach Rzeczypospolitej Obojga Narodów, który powstał w ramach reform wojska przez króla Władysława IV w latach 30. XVII wieku. Ustalono podział na autorament narodowy i cudzoziemski. Wojska te stanowiły trzon armii, uzupełniany pospolitym ruszeniem.

## Autorament narodowy
W skład wojsk autoramentu narodowego wchodziły:
- husaria
- pancerni
- jazda kozacka
- petyhorcy
- jazda tatarska
- jazda wołoska
- piechota węgierska, piechota polsko-węgierska, piechota polska.

Wojska autoramentu narodowego formowano według systemu zaciągu towarzyskiego, gdzie zaciągający się towarzysz stawiał się wraz z pocztem (stąd pocztowi). Jednostką taktyczno-organizacyjną była tu chorągiew, którą dowodzili rotmistrz i porucznik. Funkcje nieetatowych podoficerów pełnili towarzysze. Zarówno ubiór, jak i uzbrojenie oparte było na wzorach polskich. Podział ten zaczął zanikać w wojsku polskim już w XVIII wieku.

## Autorament cudzoziemski
W skład wojsk autoramentu cudzoziemskiego wchodziły:
- rajtaria
- arkebuzeria
- piechota niemiecka
- dragonia.

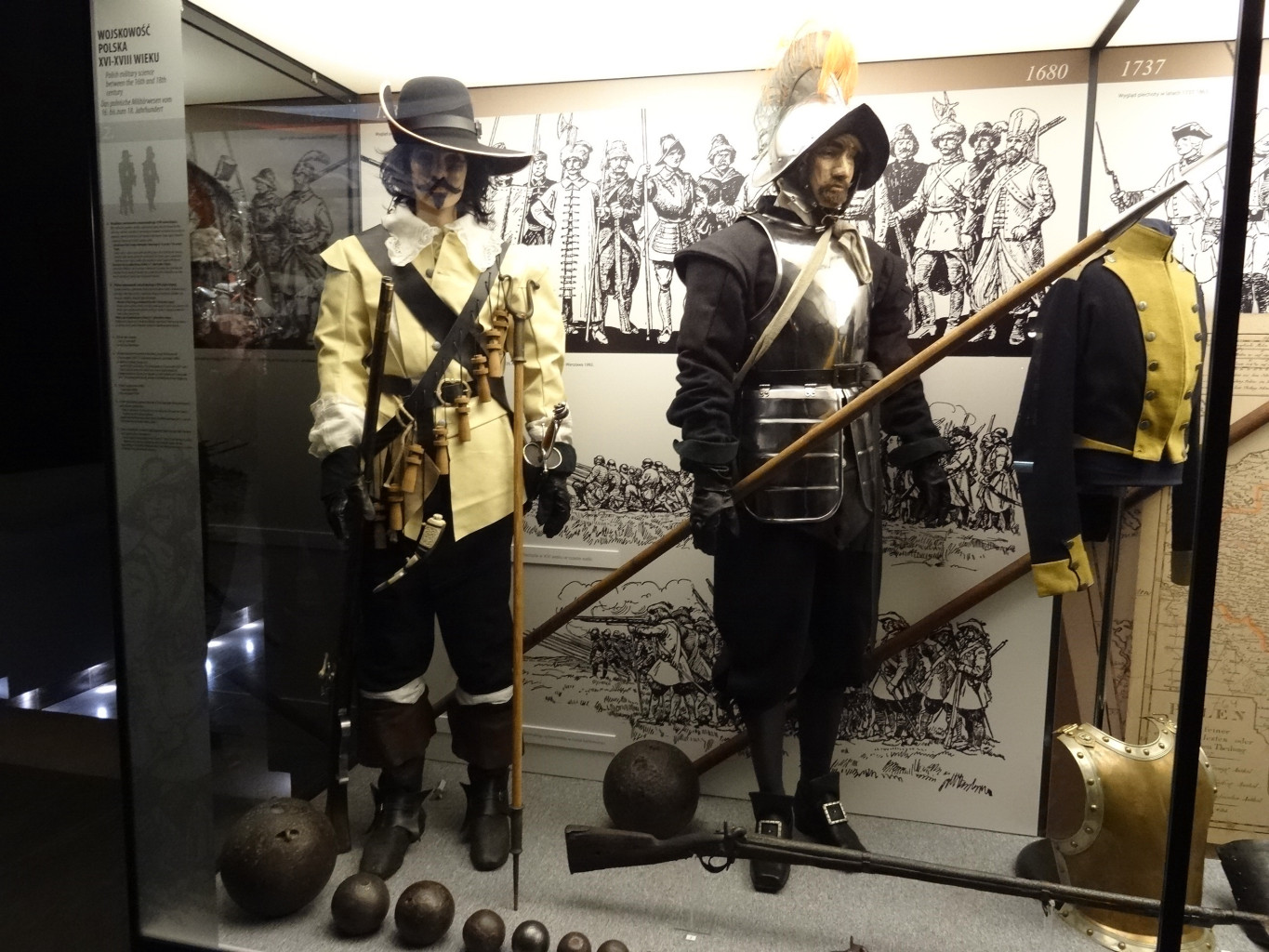
Muszkieter i pikinier

Wojska autoramentu cudzoziemskiego formowano według systemu wolnego bębna, czyli każdy ochotnik przyjmowany był indywidualnie. Jednostką taktyczno-organizacyjną był tu regiment lub szwadron, w skład których wchodziły kompanie o rozbudowanych sztabach i hierarchii. Do II poł. XVII wieku do czasu reform króla Jana III Sobieskiego umundurowanie oparte było na wzorach niemieckich. Pomimo zewnętrznych pozorów wojska te w zasadzie rekrutowały się z Polaków i z biegiem czasu z wojsk zaciężnych stawały się oddziałami coraz bardziej narodowymi.
W związku z tym, że w wojsku polskim zaciąg narodowy zawsze był traktowany wyżej od cudzoziemskiego, towarzysz autoramentu narodowego nie mógł być dowodzony nawet przez generała autoramentu cudzoziemskiego, generał ten mógł się jednak znaleźć pod komendą takiegoż towarzysza. Aby więc tego uniknąć, oficerowie autoramentu cudzoziemskiego starali się jednocześnie być towarzyszami w chorągwiach narodowych.
Oddzielne zagadnienie stanowi artyleria formalnie zaliczana także do autoramentu cudzoziemskiego z uwagi na jej organizację w regimenty. Struktura wewnętrzna, zbliżona do cechowej oraz inny sposób rekrutacji i zaopatrzenia artylerii sprawiał jednak, że był to w systemie wojsk Rzeczypospolitej unikatowy rodzaj wojska.